# 贝尔蒙特 (圣文森特和格林纳丁斯)
贝尔蒙特（Belmont）是加勒比海岛国圣文森特和格林纳丁斯圣文森特岛南部内陆的一座城镇，行政上由圣乔治区负责管辖。位于该国首都金斯敦的東部和斯塔布斯的西北部。